# André Hansen
André Hansen (Oslo, 1989. december 17. –) norvég válogatott labdarúgó, a Rosenborg kapusa.

## Klubcsapatokban
Veitvetben nevelkedett, pályafutását a Bjerkealliansenben kezdte, ahonnan a Skeid Fotballba igazolt. 2007-ben kölcsönadták a Kjelsås Fotballnak. 2008-ban leigazolta a Lillestrøm, de a 2008-as szezont kölcsönben a Skeidnél töltötte. A norvég élvonalban 2009 áprilisában az SK Brann ellen mutatkozott be, három gólt kapott. Második meccsén újabb három gólt kapott. 2009 júliusában kölcsönadták a KR Reykjavíknak. Hansen lett az év kapusa Izlandon, bekerült a szezon álomcsapatába is, habár csak 8 meccsen játszott. A Lillestrøm SK a 2010-es szezon előtt visszahívta.
Mivel Henning Berg vezetőedző elsősorban Stefan Logi Magnussont preferálta, Hansen általában a harmadosztályban szereplő tartalékcsapatban szerepelt. A 2010-es szezon végén járt le a szerződése, 2010. július 8-án négy évre aláírt az Odd Grenlandhoz, 2011. január 1-n csatlakozott. Hansen elmondása szerint azért igazolt oda, mert nagy kihívást jelent számára az Oddal a Tippeligaenben szerepelni. Már az első szezonjában kezdőkapussá vált, mind a 30 meccsen szerepelt.
A Strømsgodset elleni 2012. május 23-i bajnokin ütközött Kovács Péterrel és arccsonttörést szenvedett, három hétre kidőlt.
2015-ben a Rosenborghoz igazolt.

## Válogatottban
Hansen képviselte Norvégia színeit az U18-astól az U23-as szintig, hétszeres U21-es válogatott, 2012 augusztusában behívót kapott a felnőttválogatottba is. A következő hónapban ismét behívták, a kapusedző, Frode Grodås leszögezte, Hansen harmadik számú kapus Rune Jarstein és Espen Bugge Pettersen mögött. Hansen 2013. január 12-én debütált, a Zambia elleni barátságos mérkőzésen nem született gól.

## Statisztikák
2022. szeptember 18. szerint
| Klub                      | Szezon   | Osztály       | Bajnokság | Bajnokság | Kupa  | Kupa | Nemzetközi | Nemzetközi | Összesen | Összesen |
| Klub                      | Szezon   | Osztály       | Meccs     | Gól       | Meccs | Gól  | Meccs      | Gól        | Meccs    | Gól      |
| ------------------------- | -------- | ------------- | --------- | --------- | ----- | ---- | ---------- | ---------- | -------- | -------- |
| Lillestrøm                | 2009     | Tippeligaen   | 2         | 0         | 1     | 0    | —          | —          | 3        | 0        |
| Lillestrøm                | 2010     | Tippeligaen   | 1         | 0         | 0     | 0    | —          | —          | 1        | 0        |
| Lillestrøm                | Összesen | Összesen      | 3         | 0         | 1     | 0    | 0          | 0          | 4        | 0        |
| KR Reykjavík (kölcsönben) | 2009     | Pepsi deildin | 8         | 0         | 1     | 0    | —          | —          | 9        | 0        |
| Odd                       | 2011     | Tippeligaen   | 30        | 0         | 3     | 0    | —          | —          | 33       | 0        |
| Odd                       | 2012     | Tippeligaen   | 29        | 0         | 1     | 0    | —          | —          | 30       | 0        |
| Odd                       | 2013     | Tippeligaen   | 23        | 0         | 3     | 0    | —          | —          | 26       | 0        |
| Odd                       | 2014     | Tippeligaen   | 29        | 0         | 6     | 0    | —          | —          | 35       | 0        |
| Odd                       | Összesen | Összesen      | 111       | 0         | 13    | 0    | 0          | 0          | 124      | 0        |
| Rosenborg                 | 2015     | Tippeligaen   | 28        | 0         | 5     | 0    | 12         | 0          | 45       | 0        |
| Rosenborg                 | 2016     | Tippeligaen   | 19        | 0         | 3     | 0    | —          | —          | 22       | 0        |
| Rosenborg                 | 2017     | Eliteserien   | 25        | 0         | 1     | 0    | 12         | 0          | 38       | 0        |
| Rosenborg                 | 2018     | Eliteserien   | 29        | 0         | 3     | 0    | 14         | 0          | 46       | 0        |
| Rosenborg                 | 2019     | Eliteserien   | 29        | 0         | 2     | 0    | 13         | 0          | 44       | 0        |
| Rosenborg                 | 2020     | Eliteserien   | 19        | 0         | —     | —    | 3          | 0          | 22       | 0        |
| Rosenborg                 | 2021     | Eliteserien   | 26        | 0         | 1     | 0    | 6          | 0          | 33       | 0        |
| Rosenborg                 | 2022     | Eliteserien   | 23        | 0         | 1     | 0    | —          | —          | 24       | 0        |
| Rosenborg                 | Összesen | Összesen      | 198       | 0         | 16    | 0    | 60         | 0          | 274      | 0        |
| Összesen                  | Összesen | Összesen      | 320       | 0         | 30    | 0    | 60         | 0          | 410      | 0        |

### A válogatottban
| Válogatott | Év       | Pályára lépés | Gól |
| ---------- | -------- | ------------- | --- |
| Norvégia   | 2013     | 2             | 0   |
| Norvégia   | 2016     | 1             | 0   |
| Norvégia   | 2019     | 1             | 0   |
| Norvégia   | 2020     | 1             | 0   |
| Norvégia   | 2021     | 5             | 0   |
| Norvégia   | 2022     | 1             | 0   |
| Összesen   | Összesen | 11            | 0   |

#### Mérkőzései a norvég válogatottban
| #   | Dátum               | Ellenfél       | Eredmény | Kiírás                        | Esemény |
| --- | ------------------- | -------------- | -------- | ----------------------------- | ------- |
| 1.  | 2013. január 12.    | Zambia         | 0 – 0    | barátságos mérkőzés           |         |
| 2.  | 2013. június 11.    | Macedónia      | 2 – 0    | barátságos mérkőzés           | 89'     |
| 3.  | 2016. március 29.   | Finnország     | 2 – 0    | barátságos mérkőzés           | 46'     |
| 4.  | 2019. június 10.    | Feröer         | 2 – 0    | EB-selejtező                  |         |
| 5.  | 2020. október 14.   | Észak-Írország | 1 – 0    | UEFA Nemzetek Ligája (B liga) |         |
| 6.  | 2021. március 27.   | Törökország    | 0 – 3    | VB-selejtező                  | 46'     |
| 7.  | 2021. június 2.     | Luxemburg      | 1 – 0    | barátságos mérkőzés           |         |
| 8.  | 2021. június 6.     | Görögország    | 1 – 2    | barátságos mérkőzés           |         |
| 9.  | 2021. szeptember 1. | Hollandia      | 1 – 1    | VB-selejtező                  |         |
| 10. | 2021. szeptember 4. | Lettország     | 2 – 0    | VB-selejtező                  |         |
| 11. | 2022. március 29.   | Örményország   | 9 – 0    | barátságos mérkőzés           |         |

## Fordítás
Ez a szócikk részben vagy egészben  az   André Hansen című angol Wikipédia-szócikk fordításán alapul.  Az eredeti cikk szerkesztőit annak laptörténete sorolja fel. Ez a jelzés csupán a megfogalmazás eredetét és a szerzői jogokat jelzi, nem szolgál a cikkben szereplő információk forrásmegjelöléseként.